# Cantharus
Pour les articles homonymes, voir Cantharus (homonymie).
Genre
Synonymes
- †Cantharus (Endopachychilus) Cossmann, 1889
- †Cantharus (Eocantharus) B. L. Clark, 1938
- †Cantharus (Zeapollia) Finlay, 1926
- Tritonidea (Cantharus) Röding, 1798
- †Zeapollia Finlay, 1926

Cantharus est un genre de mollusques gastéropodes de la famille des Pisaniidae.

## Liste d'espèces
Selon World Register of Marine Species (24 mai 2014) :
- Cantharus cecillei Philippi, 1844
- Cantharus erythrostoma (Reeve, 1846)
- Cantharus leucotaeniatus Kosuge, 1985
- Cantharus melanostoma (Sowerby I, 1825)
- Cantharus rehderi Berry, 1962
- Cantharus septemcostatus Vermeij & Bouchet, 1998
- Cantharus spiralis Gray, 1839
- Cantharus tranquebaricus (Gmelin, 1791)
- Cantharus vermeiji Fraussen, 2008

Autres noms d'espèces:
- † Cantharus acuticingulatus (Suter, 1917)
- Cantharus berryi McLean, 1970
- Cantharus bolivianus (Souleyet, 1852)
- Cantharus cecillei Philippi, 1844
- Cantharus elegans (Griffith & Pidgeon, 1834)
- Cantharus erythrostoma (Reeve, 1846)
- Cantharus leucotaeniatus Kosuge, 1985
- Cantharus melanostoma (G.B. Sowerby I, 1825)
- Cantharus rehderi Berry, 1962
- Cantharus salalahensis Cossignani, 2017
- Cantharus septemcostatus Vermeij & Bouchet, 1998
- Cantharus spiralis Gray, 1839
- Cantharus tranquebaricus (Gmelin, 1791)
- Cantharus vermeiji Fraussen, 2008
- Cantharus vezzarochristofei Cossignani, 2017

Noms en synonymie
- Cantharus aldermenensis Powell, 1971: synonyme de Eosipho aldermenensis (Powell, 1971)
- Cantharus australis Reeve: synonyme de Engina australis (Pease, 1871)
- Cantharus capitanea (Berry, 1957): synonyme de Solenosteira capitanea Berry, 1957
- Cantharus (Tritonidea) consanguineus Smith, 1890: synonyme de Morula (Morula) consanguinea (Smith, 1890)
- Cantharus delicatus (E. A. Smith, 1899): synonyme de Pollia delicata (E. A. Smith, 1899
- Cantharus dorbignyi: synonyme de Pollia dorbignyi (Payraudeau, 1826)
- Cantharus elegans Olsson, 1942: un synonyme de †Antillophos elegans (Guppy, 1866)
- Cantharus erosus Röding, 1798: synonyme de Coralliophila erosa (Röding, 1798)
- Cantharus erythrostomus [sic]: synonyme de Cantharus erythrostoma (Reeve, 1846)
- Cantharus exanthematus Dall, 1919: synonyme de Trachypollia lugubris (C.B. Adams, 1852)
- Cantharus farinosus (Gould, 1850): synonyme de Engina farinosa (Gould, 1850)
- Cantharus floridanus (Conrad, 1869): synonyme de Calotrophon ostrearum (Conrad, 1846)
- Cantharus fortis (Carpenter, 1866): synonyme de  † Pusio fortis (Carpenter, 1866)
- Cantharus fragaria (W. Wood, 1828): synonyme de Clivipollia fragaria (W. Wood, 1828)
- Cantharus fumosus (Dillwyn, 1817): synonyme de Pollia fumosa (Dillwyn, 1817)
- Cantharus fuscozonatus Suter, 1908: synonyme de Buccinulum fuscozonatum (Suter, 1908)
- Cantharus globularis Röding, 1798: synonyme de Cantharus tranquebaricus (Gmelin, 1791)
- Cantharus grandanus Abbott, 1986: synonyme de Hesperisternia multangulus (Philippi, 1848)
- Cantharus insculptus Sowerby III, 1900: synonyme de Cancellopollia insculpta (Sowerby III, 1900)
- Cantharus iostoma (Gray, 1834): synonyme de Prodotia iostoma (Gray, 1834)
- Cantharus iostomus [sic]: synonyme de Prodotia iostoma (Gray, 1834)
- Cantharus karinae Nowell-Usticke, 1959: synonyme de Hesperisternia karinae (Nowell-Usticke, 1959)
- Cantharus (Tritonidea) laevis Smith, 1891: synonyme de Cytharomorula grayi (Dall, 1889)
- Cantharus lanceolatus: synonyme de Engina lanceolata (Kuroda & Habe, 1971)
- Cantharus lugubris (C. B. Adams, 1852): synonyme de Trachypollia lugubris (C. B. Adams, 1852)
- Cantharus melanostomus [sic]: synonyme de Cantharus melanostoma (Sowerby I, 1825)
- Cantharus multigranosus Maltzan, 1884: synonyme de Muricopsis (Muricopsis) fusiformis fusiformis (Gmelin, 1791)
- Cantharus perplexus Olsson & Harbison, 1953 †: synonyme de Calotrophon ostrearum (Conrad, 1846)
- Cantharus rubiginosus (Reeve, 1846): synonyme de Pollia rubiginosa (Reeve, 1846)
- Cantharus scaber (Locard, 1892): synonyme de Pollia scabra Locard, 1892
- Cantharus shepstonensis (Tomlin, 1926): synonyme de Prodotia shepstonensis (Tomlin, 1926)
- Cantharus spica (Melvill & Standen, 1895): synonyme de Engina spica Melvill & Standen, 1895
- Cantharus subcostatus (Krauss, 1848): synonyme de Pollia subcostata (Krauss, 1848)
- Cantharus subsinuatus Maltzan, 1884: synonyme de Trachypollia turricula (Maltzan, 1884)
- Cantharus tinctus (Conrad, 1846): synonyme de Gemophos tinctus (Conrad, 1846)
- Cantharus tribuloides Noodt, 1819: synonyme de Volegalea cochlidium (Linnaeus, 1758)
- Cantharus triplicatus Röding, 1798: synonyme de Bivetiella cancellata (Linnaeus, 1767)
- Cantharus turricula Maltzan, 1884: synonyme de Trachypollia turricula (Maltzan, 1884)
- Cantharus undosus (Linnaeus, 1758): synonyme de Pollia undosa (Linnaeus, 1758)
- Cantharus vermeuleni Knudsen, 1980: synonyme de Pollia vermeuleni
- Cantharus vicdani Kosuge, 1984: synonyme de Pollia sowerbyana vicdani (Kosuge, 1984)
- Cantharus viverratus (Kiener, 1834): synonyme de Gemophos viverratus